# Gilvan Gomes
Gilvan Gomes Vieira (Pinheiros, São Paulo, 9 de abril de 1984) es un futbolista brasileño. Juega de centrocampista.

## Trayectoria
Gilvan comenzó su carrera en el URT, el Unión Recreativa de Trabajadores, como lateral izquierdo de largo recorrido, para después ir avanzando a posiciones de carrilero o extremo a lo largo de su carrera.
Debutó en el Atlético Mineiro, en el que jugó cinco partidos como profesional en el Campeonato Brasileiro y comenzó su periplo por medio mundo.
En el año 2005 fichó por el Dinamo Tbilisi, pero la escisión de la competición de Rusia en varios campeonatos hizo que regresara a la campaña siguiente al URT de Brasil. Fue un viaje de ida y vuelta para incorporarse al Zestaponi de Georgia, conjunto con el que llegó a disputar una eliminatoria de la Europa League la pasada temporada 2008-09 ante el Gyor de Hungría.
En el año 2009, cambió de continente y viajó hasta Corea para jugar en el Jeju United. Club del que fichó para la Sociedad Deportiva Huesca. En el club altoaragonés se vería su mejor fútbol, siendo uno de los jugadores más cotizados de Segunda. El 19 de enero de 2012 el Hércules de Alicante Club de Fútbol, tras unas largas negociaciones, confirma el fichaje de Gilvan por el club alicantino por 150.000 euros a razón de 3 temporadas y media hasta 2015. Su fichaje se convertiría en la venta más cara en la historia del Huesca por aquel entonces.
El 14 de agosto de 2013 el Hércules y la Sociedad Deportiva Eibar, llegan a un acuerdo para la cesión del jugador brasileño al club armero por una temporada, club con el que ascendería a Primera, antes de regresar a Alicante. En su vuelta al club blanquiazul no gozaría de nuevo con la confianza de técnicos y directiva y sería traspasado al Platanias griego.

## Clubes
| Club                       | País          | Año       |
| -------------------------- | ------------- | --------- |
| Atlético Mineiro           | Brasil        | 2005      |
| Dinamo Tiflis              | Georgia       | 2006      |
| F. C. Zestaponi            | Georgia       | 2006-2008 |
| Jeju United F. C.          | Corea del Sur | 2009      |
| S. D. Huesca               | España        | 2009-2012 |
| Hércules de Alicante C. F. | España        | 2012-2013 |
| S. D. Eibar                | España        | 2013-2014 |
| A. O. Platanias            | Grecia        | 2014-2016 |
| Sampaio Corrêa F. C.       | Brasil        | 2016-2017 |
| Clube do Remo              | Brasil        | 2018      |